# Аль-Караши, Мохаммед
Мохаммед аль-Караши (араб. محمد الخراشي‎; род. 1 июля 1956 года) — саудовский футболист и тренер.

## Биография
В 1987 году Аль-Караши был назначен главным тренером сборной Саудовской Аравии до 17 лет, которая прошла отбор на второй чемпионат мира среди юношеских команд, проходивший в Канаде; Несмотря на нулевые ничьи в матчах против Бразилии и Франции, поражение от Австралии ставит крест на дальнейшем продвижении сборной; Аравия набирает 2 очка в группе, занимает третье место (обойдя Бразилию) и покидает турнир.
В 1993 году аль-Караши был назначен и. о. тренера национальной сборной страны. 28 октября 1993 года сборная Саудовской Аравии в упорном матче одолела сборную Ирана со счётом 4:3 и впервые в своей истории завоевала путёвку на чемпионат мира. Вскоре после победы место главного тренера занял голландец Лео Беенхаккер.
После поражения от сборной Швеции 3:1 в 1/8 финала главный тренер саудитов аргентинец Хорхе Солари покидает свой пост, и аль-Караши становится новым главным тренером команды. Вместе с национальной сборной аль-Караши выигрывает Кубок наций Персидского залива в 1994 году (Саудовская Аравия выиграла на этом соревновании впервые). В начале 1995 года Саудовская Аравия поехала на Кубок короля Фахда в качестве страны-хозяйки; турнир сборная провалила, проиграв оба матча на групповом этапе: будущему победителю соревнований — Дании и обладателям третьего места мексиканцам с одинаковым счётом 0:2. Вскоре после этого аль-Караши был отстранён от управления командой и заменён на бразильца Зе Мария.
Однако в 1998 году саудиты вновь попали на мировое первенство; болельщики надеялись на тот же результат, что был четыре года назад. И вновь Саудовская Аравия разочаровывает своих болельщиков, проиграв две первые игры в группе: Дании (1:0) и будущим чемпионам мира французам (4:0). Прямо в ходе чемпионата мира главный тренер саудитов Карлос Альберто Паррейра был уволен, а его место занял аль-Караши. Сборная потеряла даже теоретические шансы на выход из группы, однако сыграла вничью со сборной ЮАР 2:2, заработав первое и единственное очко на турнире. Несмотря на относительно неплохой результат, аль-Караши вскоре покинул пост главного тренера «сынов пустыни», а его место занял немецкий специалист Отто Пфистер.

## Достижения в качестве тренера
- Обладатель Кубка наций Персидского залива наций по футболу 1994 года.